# 67. Sinfonie (Haydn)
Die Sinfonie F-Dur Hoboken-Verzeichnis I:67 komponierte Joseph Haydn wahrscheinlich um 1774/75 als Kapellmeister beim Fürsten Nikolaus I. Esterházy.

## Allgemeines

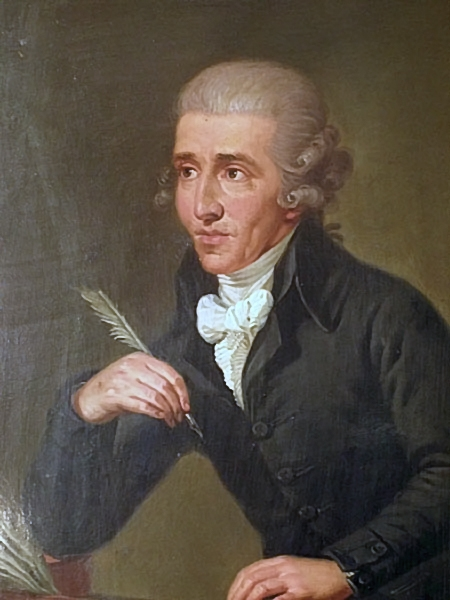
Joseph Haydn (Gemälde von Ludwig Guttenbrunn, um 1770)

Die Sinfonien 66, 67 und 68 wurden 1779 vom Verleger Johann Julius Hummel in der Reihenfolge Nr. 67-66-68 als „Opus 15“ gedruckt. Ernst Ludwig Gerber schreibt zur Sinfonie Nr 67 in der Besprechung dieses Druckes in seinem „Lexikon der Tonkünstler“ (1812–1814):

„Op. 15) Berlin b. Hummel, 1779 (…). Diese sind schon aus Haydns schönster Blüthenzeit. (…) No. 1 im 6/8-Takt mit dem niedlichen Leyertrio für 1ste und 2ste Violin ist auch zu London einzeln gestochen (…).“

Aufgrund einiger Besonderheiten (der erste Satz hat Finalcharakter, das Thema vom Adagio erinnert an ein Thema von Schlusstakten langsamer Sätze, das Satzende vom Adagio selbst ist ebenso wie das Trio vom Menuett ungewöhnlich instrumentiert, der vierte Satz weist den Typus eines Kopfsatzes auf und enthält anstelle der erwarteten Durchführung einen kontrastierenden Adagio-Mittelteil) wird die Sinfonie Nr. 67 in der Literatur hervorgehoben:

„Es ist so recht ein Werk für Kenner, ausgesprochen originell in der Erfindung und mit mancherlei Feinheiten und Überraschungen ausgestattet.“

„Haydn hat – und eben dies macht den geistreichen „Witz“ des Werkes aus – hier mit hoher Kunstfertigkeit eine Anti-Sinfonie geschrieben, die vollständig gegen den Strich gebürstet ist, was aber so kunstvoll geschieht, wie es eben nur Haydn konnte. Und auch nur er konnte es sich leisten, denn die Sinfonie setzt die Kenntnisse der „normalen“ Sinfonien Haydns voraus, so daß jener Hörer, der diese Sinfonien kannte, sich darüber amüsieren durfte, wie sehr Haydn seine eigene sinfonische Artistik ironisieren konnte. Wer die Sinfonie nicht vor dem Hintergrund der Sinfonien Haydns der frühen siebziger Jahre hört, wird sie allerdings für unverständlich und eigenartig halten müssen.“

## Zur Musik
Besetzung:  zwei Oboen, zwei Hörner, zwei Fagotte, zwei Violinen, Viola, Cello, Kontrabass. Über die Beteiligung eines Cembalo-Continuos in Haydns Sinfonien gibt es unterschiedliche Auffassungen.
Aufführungszeit:  ca. 20 Minuten (je nach Einhalten der vorgeschriebenen Wiederholungen).
Bei den hier benutzten Begriffen der Sonatensatzform ist zu berücksichtigen, dass dieses Schema in der ersten Hälfte des 19. Jahrhunderts entworfen wurde (siehe dort) und von daher nur mit Einschränkungen auf die Sinfonie Nr. 67 übertragen werden kann. – Die hier vorgenommene Beschreibung und Gliederung der Sätze ist als Vorschlag zu verstehen. Je nach Standpunkt sind auch andere Abgrenzungen und Deutungen möglich.

### Erster Satz: Presto
F-Dur, 6/8-Takt, 259 Takte

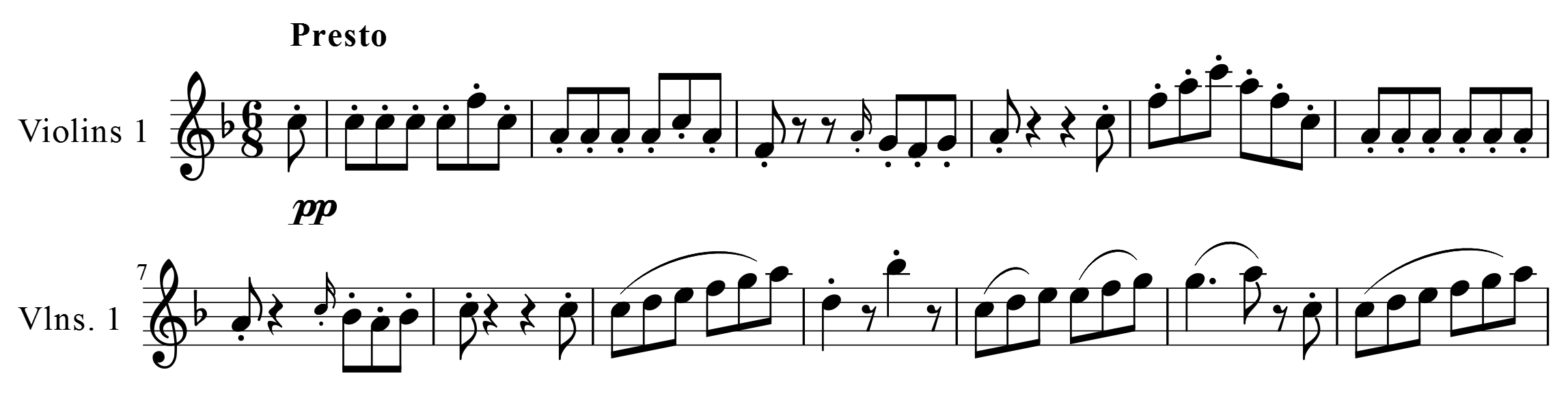
Beginn des Presto mit Phrase 1 und Anfang von Phrase 2, Takt 1 bis 13

Das Presto trägt mit seinem Tempo und dem für einen Eröffnungssatz ungewöhnlichen 6/8-Takt typische Merkmale eines Finalsatzes, wohingegen der vierte Satz Merkmale eines Eröffnungssatzes aufweist (siehe unten). Das erste Thema wird von den Streichern piano vorgestellt. Es ist aus drei achttaktigen Phrasen (diese wiederum aus jeweils zwei viertaktigen Hälften) aufgebaut: Phrase 1 mit Staccato-Achteln, teils als charakteristische Tonrepetition und einem durch Pausen abgetrennten „Anhang“ mit Vorschlagsfloskel, Phrase 2 im tänzerischen Wechsel von Legato und Staccato, ebenfalls mit Pausen durchsetzt sowie Phrase 3 mit anfänglicher Tonrepetition und durchlaufender, abgesetzter Bewegung. Nach dieser „graziösen Eröffnung“ bricht in Takt 25 das ganze Orchester (Tutti) in einem energischen Forteblock herein, der in den ersten Takten den Kopf von Phrase 1 des ersten Themas aufgreift, dann aber mit seinem Sechzehntel-Schleifermotiv neues Material bringt, sich ab Takt 46 im Unisono nach c-Moll wendet, bis zum Tremolo steigert und schließlich in drei G-Dur – Akkorden zum Stillstand kommt.
Das zweite Thema (ab Takt 58) mit sanglich-wiegendem Charakter in der Dominante C-Dur mit Frage-Antwort – Struktur wird von Streichern und Oboen gespielt, wobei Oboen nur an der Frage beteiligt sind. Das Thema wird wiederholt, wobei nun die Hörner die Oboen unterstützen. Ab Takt 71 folgt der zweite energische Forte-Block, der wiederum teils im Unisono geführt ist und Tremolopassagen enthält. Das Unisono-Motiv am Schluss der Exposition erinnert mit seiner Tonrepetition an das Motiv vom Satzanfang. Die Exposition endet mit drei Akkordschlägen in C-Dur (ähnlich wie vor dem zweiten Thema).
Die Durchführung wiederholt die drei Akkordschläge nach D-Dur gerückt, dann spielen die Streicher in g-Moll ein neues Thema, das Material von Phrase 1 des ersten Themas enthält. Haydn wechselt schließlich nach d-Moll, und ausgehend von Phrase 1 des ersten Themas im versetzten Einsatz der Instrumente beginnt nun eine längere Forte-Passage mit energischer, kontinuierlich fortlaufender Achtelbewegung. Ab Takt 132 wechselt die Dynamik zum Piano, und durch die punktierten halben Noten der stimmführenden 1. Violinen wird der Musikcharakter ruhiger – die Achtelbewegung läuft allerdings in der 2. Violine weiter. Die Rückführung zur Reprise wird durch Anklingen der Themenköpfe vom zweiten und ersten Thema angekündigt (Takt 156 bzw. 160).
In der Reprise (ab Takt 162) ist der Beginn des ersten Forte-Blocks verändert. Im zweiten Thema spielen die Oboen bei der „Antwort“ mit (nicht bei der „Frage“ wie in der Exposition), bei der Wiederholung des Themas zudem die Fagotte bei der „Frage“. Die übrige Reprise entspricht weitgehend der Exposition. Haydn beendet den Satz mit einer Coda, in der die Streicher zunächst piano Phrase 2 vom ersten Thema spielen. Die Bläser wiederholen dann unisono den Kopf von Phrase 1 im Forte, beantwortet von den drei Akkordschlägen im ganzen Orchester.

### Zweiter Satz: Adagio
B-Dur, 2/4-Takt, 122 Takte

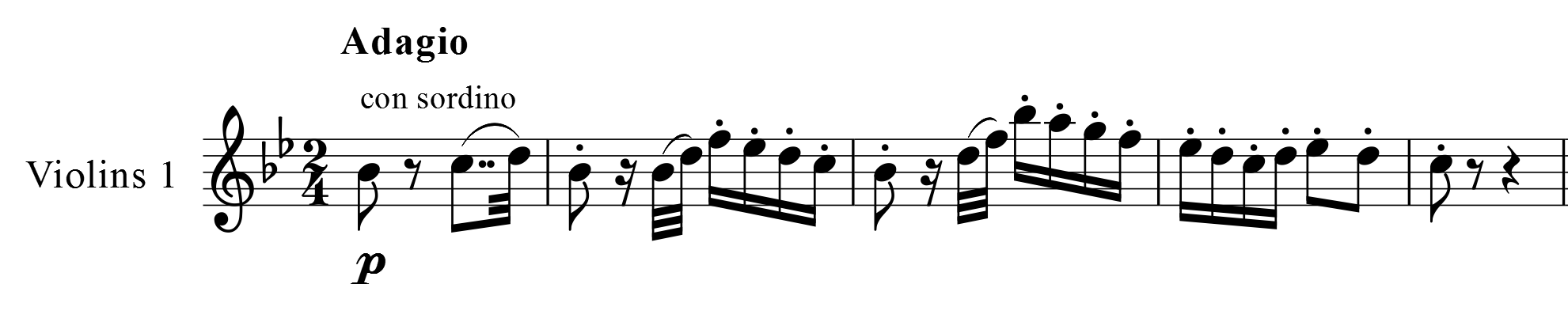
Beginn des Adagio mit dem Auftaktmotiv und dem Staccatomotiv

Das erste Thema wird piano von den Streichern vorgetragen, wobei die Violinen gedämpft spielen. Das Thema ist periodisch aus zwei fünfttaktigen Phrasen aufgebaut. Kennzeichnend ist ein Auftaktmotiv im punktierten Rhythmus („Auftaktmotiv“) sowie eine Staccatofigur („Staccatomotiv“). Das etwas marschartige Thema „beschränkt sich auf die nackten Kadenzstufen“ und erinnert vom Charakter an die Schlussformulierung eines langsamen Satzes.
In Takt 11 wird mit Bläsereinsatz das Auftaktmotiv weitergeführt, anschließend dominiert durchlaufende Sechzehntel- und Zweiunddreißigstelbewegung der Violinen unter einer melodischen Linie der Oboen. Nach dem Ruhepol mit den Fermaten in Takt 23/24 setzt das zweite Thema in der Dominante F-Dur in den stimmführenden Oboen und Fagotten ein, während die Zweiunddreißigstelbewegung der Violinen in gebrochenen Akkorden weiterläuft. Die Dynamik steigert sich im Crescendo bis zum Fortissimo und klingt dann als Echowirkung wieder ab, bis schließlich nur noch die Violinen mit ihrer ins Stocken geratenen durchlaufenden Bewegung übrig bleiben. Eine Kadenzfigur mit Triller führt zur Schlussgruppe, die durch ihren „skurrilen“ Dialog zwischen rhythmischer Bläserfanfare und Streicherantwort auffällt.
Die Durchführung beginnt mit dem Kopf des ersten Themas in Moll und verarbeitet kurz das Auftaktmotiv. Dann folgt die Verarbeitung des „Staccatomotivs“ als Kanon zwischen beiden Violinen (Takt 56–67), ehe das Auftaktmotiv erneut mit allmählichem Einsatz der Instrumente aufgegriffen wird. Das Staccato-Motiv im Unisono kündigt die Reprise an.
Die Reprise ab Takt 81 geht nach dem ersten Thema mit wenigen Zwischentakten zum zweiten Thema über und entspricht ansonsten weitgehend der Exposition. Für das Satzende mit seiner Coda benutzt Haydn einen ungewöhnlichen Klangeffekt: Die Streicher spielen pianissimo die erste Hälfte vom ersten Thema „col legno“, d. h. nicht mit den Bogenhaaren gestrichen, sondern mit der Bogenstange geschlagen, wodurch ein rauer, spröder bis spukhafter. Die Exposition wird wiederholt, Durchführung und Reprise nicht.

„Der langsame Satz gehört, zusammen mit dem der Symphonie Nr. 68, zu einer bestimmten Unterart, die für diese Periode charakteristisch ist: Adagiosätze in der Sonatenhauptsatzform, in denen die Violinen mit Dämpfern spielen und die auf kurzen, aphoristischen Phrasen beruhen, mit der Tendenz, sich in eine delikate Filigranarbeit aufzulösen. Jedoch schwanken sie in der Stimmung doppeldeutig zwischen Komödie und Empfindung. Sie sind in keinem Sinn „populär“. Hier tritt diese stilistische Mischung in der Durchführung am deutlichsten hervor; der zentrale Abschnitt derartiger Sätze besteht aus einer außergewöhnlich „ruhigen“ filigranen Passage, hier ein ausgedehnter Kanon der beiden Violinpartien, der von beiden Seiten durch die expressivsten Passagen des Satzes umschlossen ist.“

### Dritter Satz: Menuetto
F-Dur, 3/4-Takt, mit Trio 46 Takte
Das Hauptthema des Menuetts basiert auf dem gebrochenen F-Dur – Dreiklang mit Auftakt und Staccato sowie einer Doppelschlagsfigur. Der kurze Mittelteil nur für beide Violinen im Piano setzt das Thema fort. Beim reprisenartigen Wiederaufgreifen des ersten Teils begleitet der Bass nun teils mit fließender Achtelbewegung.
Ähnlich dem Abschluss vom Adagio enthält auch das Trio in F-Dur eine klangliche Besonderheit: Es wird nur von 2 Soloviolinen bestritten, die beide gedämpft spielen. Die volkstümliche Melodie wird in hoher Lage von der 1. Solovioline gespielt, während die 2. Solovioline mit ihrer nach F heruntergestimmten G-Saite einen Bordunbaß anstimmt und zudem die 1. Solovioline mit Doppelgriffen begleitet. Dadurch einsteht ein summender, leierkastenartiger Klangeindruck.

„Als eine Kuriosität sei schließlich das ganz merkwürdige Trio der Sinfonie 67 erwähnt, das wohl durch Praktiken volkstümlichen Musizierens angeregt wurde. Es wird durchgängig von nur zwei Soloviolinen mit Dämpfer ausgeführt, wobei Haydn vorschreibt, die tiefste Saite der zweiten Violine von G nach F, dem Grundton des Satzes, herabzustimmen. Er wird den gesamten Satz hindurch festgehalten, wodurch sich eine sehr seltsame, dudelsackartige Wirkung ergibt.“

### Vierter Satz: Finale. Allegro di molto – Adagio e cantabile – Allegro di molto
F-Dur, 2/2-Takt (alla breve), 209 Takte
Der Satz weist durch die Ersetzung der Durchführung durch einen eigenständigen, langsamen Abschnitt die Abfolge schnell – langsam – schnell auf und erinnert somit an eine Ouvertüre, auch die Tempobezeichnung ist eher typisch für einen ersten Satz. Dass das Allegro di molto am Schluss statt am Anfang der Sinfonie steht, „erscheint wie eine kuriose Entsprechung zum Kopfsatz, der ja seinserseits eher wie ein Finale ist.“
Das erste Thema wird forte vom ganzen Orchester vorgestellt. Es ist aus drei viertaktigen Phrasen aufgebaut: Phrase 1 mit den von Pausen unterbrochenen, eröffnenden Akkordschlägen sowie der auf- und absteigenden Figur aus gebrochenen Akkorden, die wiederholte Phrase 2 als „Antwort“ zu Phrase 1 mit kennzeichnendem Triller sowie Phrase 3 mit seinem Unisonomotiv. Das Thema wird wiederholt (Phrase 1 und 2 piano, Phrase 3 forte). Über ein viertaktiges Überleitungsmotiv, das mit den bisherigen Motiven durch seinen Auftakt und den punktierten Rhythmus verwandt ist, wechselt Haydn zum nächsten Forte-Block. Dieser etabliert mit durchgehender Achtelbewegung in den Violinen und einer von Pausen durchsetzten Kadenzfigur die Dominante C-Dur. Das zweite Thema (ab Takt 47, C-Dur) mit periodischer Struktur wird zunächst von den Streichern piano vorgetragen und dann mit Bläserbeteiligung wiederholt. Es ist wie auch die vorigen Motive durch Auftakte und punktierte Rhythmen geprägt und hat einen ausgesprochen volksliedhaften Charakter. Die Schlussgruppe besteht aus von Pausen unterbrochenen Akkordschlägen und greift die Kadenzfigur von vor dem zweiten Thema auf. Die Exposition wird wiederholt.
Anstelle der Durchführung hat Haydn ein zum vorigen Geschehen stark kontrastierendes, ernstes Adagio e cantabile (Takt 72 bis 145) im 3/8-Takt mit zwei Themen gesetzt. Beide Themen sind nach dem Muster A-B-A aufgebaut. Das Thema 1 in F-Dur ist im kammermusikalisch-intimen Stil nur für zwei Soloviolinen und ein Solocello instrumentiert, erst beim zweiten A-Teil stimmt das ganze Orchester ein. Die Teile A sowie B-A werden wiederholt. Thema 2 in B-Dur beginnt mit solistischem Bläsereinsatz, das Anfangsmotiv ist identisch mit dem der Missa Sancti Nicolai, die Haydn 1772 komponiert hatte. Beim Thema 2 wird nur der A-Teil wiederholt, der B-A – Teil geht ohne Wiederholung in die dreimalige, signalartige Abfolge aus vier kräftigen Akkordschlägen mit Piano-Antwort über (B-Dur, g-Moll, Es-Dur) und führt dann als absteigende Linie zur Dominante C-Dur.

„Dieses Adagio ist so breit angelegt, so reich ausgeführt, daß man darüber das vorangegangene Allegro fast vergißt und neuerlich überrascht wird, wenn es – gewissermaßen als Reprise – plötzlich wieder erscheint.“

Das folgende Allegro di molto entspricht als „Reprise“ weitgehend der Exposition, allerdings wird das erste Thema nicht wiederholt, sondern geht gleich in den entsprechenden Forte-Block über. In der Coda am Satzende spielt die 1. Violine piano acht Takte lang eine Pendelfigur in Sechzehnteln, während die Ober- und Unterstimmen „als abschließender Buffo-Einfall“ im Wechsel ein Motiv aus drei Noten dazusetzen. Als die Musik in der Pendelfigur zu versanden droht, beenden zwei Fortissimoakkorde den Satz.